# You Used to Hold Me
«You Used to Hold Me» —en español: «Solías sostenerme»— es un sencillo del músico escocés Calvin Harris tomado de su segundo álbum de estudio Ready for the Weekend. Su lanzamiento se realizó el 8 de febrero de 2010.

## Promoción
Para promover "You Used to Hold Me", Harris cantó la canción de 4Music, junto con otras canciones de su nuevo disco Ready for the Weekend. También interpretó la canción en el Big Day Out e interpretaciones de su gira actual.

## Video musical
El 4 de enero de 2010, Harris anunció el estreno del video de la canción.
El video muestra a Harris entrar en escena dentro de un monster truck psicodélico, mientras delante de él una bailarinas muestran su coreografía. El ambiente es iluminado por difuminadas luces de colores, mientras Harris transforma el platón del monster truck en un gran pedestal para DJ, donde usa una MacBook Pro como consola. La trama del video ocurre todo en un taller mecánico, en diferentes ángulos y tomas. En una de ellas, el monster truck aplasta dos carros.

## Lista de canciones
Sencillo en CD
1. You Used to Hold Me – 3:49
2. You Used to Hold Me (Extended Mix) – 6:17
3. You Used to Hold Me (Laidback Luke remix) – 7:00
4. You Used to Hold Me (Nero Remix) – 6:03

Descarga digital
1. You Used to Hold Me (editado) – 3:49
2. You Used to Hold Me (Extended Mix) – 6:17
3. You Used to Hold Me (Nero Remix) – 6:03

HMV Reino Unido
1. You Used to Hold Me (editado) – 3:49
2. You Used to Hold Me (Laidback Luke remix) – 7:00

## Posiciones máximas
| Lista (2010)                          | Mejor posición |
| ------------------------------------- | -------------- |
| Australia (ARIA Charts)               | 57             |
| Escocia (The Official Charts Company) | 27             |
| Irlanda (IRMA)                        | 30             |
| Reino Unido (UK Singles Chart)        | 27             |
| Reino Unido (UK Dance Chart)          | 3              |